# Vale wielwebspin
De vale wielwebspin (Larinioides patagiatus) is een spinnensoort uit de familie van de wielwebspinnen (Araneidae). De wetenschappelijke naam van de soort werd, als Araneus patagiatus, in 1758 gepubliceerd door Carl Alexander Clerck.
Deze spin komt voor in een groot deel van het Holarctisch gebied.